# Jürgen Stemmler
Jürgen Stemmler (* 6. Juli 1946 in Offenburg; † 5. Januar 1998 in Chur/CH) war ein deutscher Hockeyspieler und Trainer. Er spielte 17 mal für die deutsche Hockeynationalmannschaft.

## Karriere
Bis zu seinem 17. Lebensjahr spielte Jürgen Stemmler als Torwart für seinen Heimatverein TV 1846 Offenburg, ehe er für drei Jahre zum HC Lahr wechselte. Mit Aufnahme seines Studiums 1966 schloss er sich dem HC Heidelberg an, dem er bis zu seinem Tod als Spieler und Trainer treu blieb. In seiner Zeit als aktiver Spieler wurde er 1971 beim 12:3-Endspielsieg gegen den Berliner HC mit dem HC Heidelberg einmal deutscher Meister im Hallenhockey. Zwischen 1974 und 1976 hütete er siebzehnmal das Tor der deutschen Nationalmannschaft. Dabei war er zweimal am Gewinn der Europameisterschaft in der Halle beteiligt, 1974 in Berlin und 1976 in Arnheim/NL.
Als Trainer gelang es ihm die Mannschaft des HC Heidelberg 1982 zum Titel im Feldhockey zu führen. Im Endspiel wurde der Limburger HC mit 3:2 bezwungen. Teammitglieder waren die Nationalspieler Michael Peter, Dieter Freise sowie sein Nachfolger als Torwart Christian Bassemir. Später betreute er die A-Jugend-Nationalmannschaft des Deutschen Hockey-Bundes.
Der promovierte Pädagoge war bis zu seinem plötzlichen Herztod Leiter der Realschule Weinheim. Lange Jahre war er Schulhockeyreferent in Baden-Württemberg. Jürgen Stemmler wurde auf dem Friedhof seines Wohnortes Leimen beigesetzt.